# Vertrag von Athis-sur-Orge
Der Vertrag von Athis-sur-Orge war ein Friedensvertrag zwischen Frankreich und Flandern, der am 23. Juni 1305 in Athis-sur-Orge (heute Teil von Athis-Mons) nach der Schlacht von Mons-en-Pévèle unterzeichnet wurde. Vertragspartner waren König Philipp der Schöne und Graf Robert III. von Flandern.

## Inhalt
Der Vertrag bestimmte schwere Sanktionen für Brügge. Die wichtigsten Inhalte waren, dass die Städte Lille, Douai und Béthune an die französische Krone gingen und Flandern im Gegenzug seine Autonomie als französisches Lehen zugesichert bekam. Der Vertrag beendete die Kriege zwischen Frankreich und Flandern, löste aber nicht die Probleme, die zwischen beiden Parteien existierten, zumal (neben der üblichen Amnestie und Freilassung von Gefangenen) durch den Vertrag auch hohe Entschädigungszahlungen auf die flämische Bevölkerung zukamen.
König Philipp wurde darin zudem eine jährliche Abgabe von 20.000 Pfund zugesagt, die in eine Abtretung von Land getauscht werden sollte.